# 馮銀
馮銀（1427年—？），字純端，浙江台州府臨海縣人，明朝政治人物。進士出身。

## 生平
浙江鄉試第一百三十九名。天順元年（1457年）丁丑科會試第八千七百三十四名，殿試登進士第二甲第九十二名。

## 家族
曾祖馮子曉。祖父馮原詢。父亲馮秉拓。